# Nébuleuse de la Double Hélice
Nébuleuse
La nébuleuse de la Double Hélice est une nébuleuse située à environ ∼ 25 000 a.l. (∼ 7 660 pc) de la Terre dans la constellation d'Ophiuchus, près du centre de notre galaxie. Sa forme de double hélice serait due à une torsion engendrée par un champ magnétique.
La nébuleuse a été découverte par le télescope spatial Spitzer. Le segment observé jusqu'à présent mesure 80 a.l. de long et se situe à 300 a.l. du trou noir supermassif que l'on pense être au centre de la galaxie.
Au sein de la nébuleuse, on observe, en infrarouges, des géantes rouges et autres étoiles supergéantes. La structure contiendrait d'autres types d'étoiles, mais les techniques actuelles d'observation ne permettent pas de le confirmer.
Cette nébuleuse est considérée comme une preuve circonstancielle que les champs magnétiques au centre de la galaxie sont extrêmement forts, plus de 1 000 fois plus forts que ceux du Soleil.